# Pat Gallagher

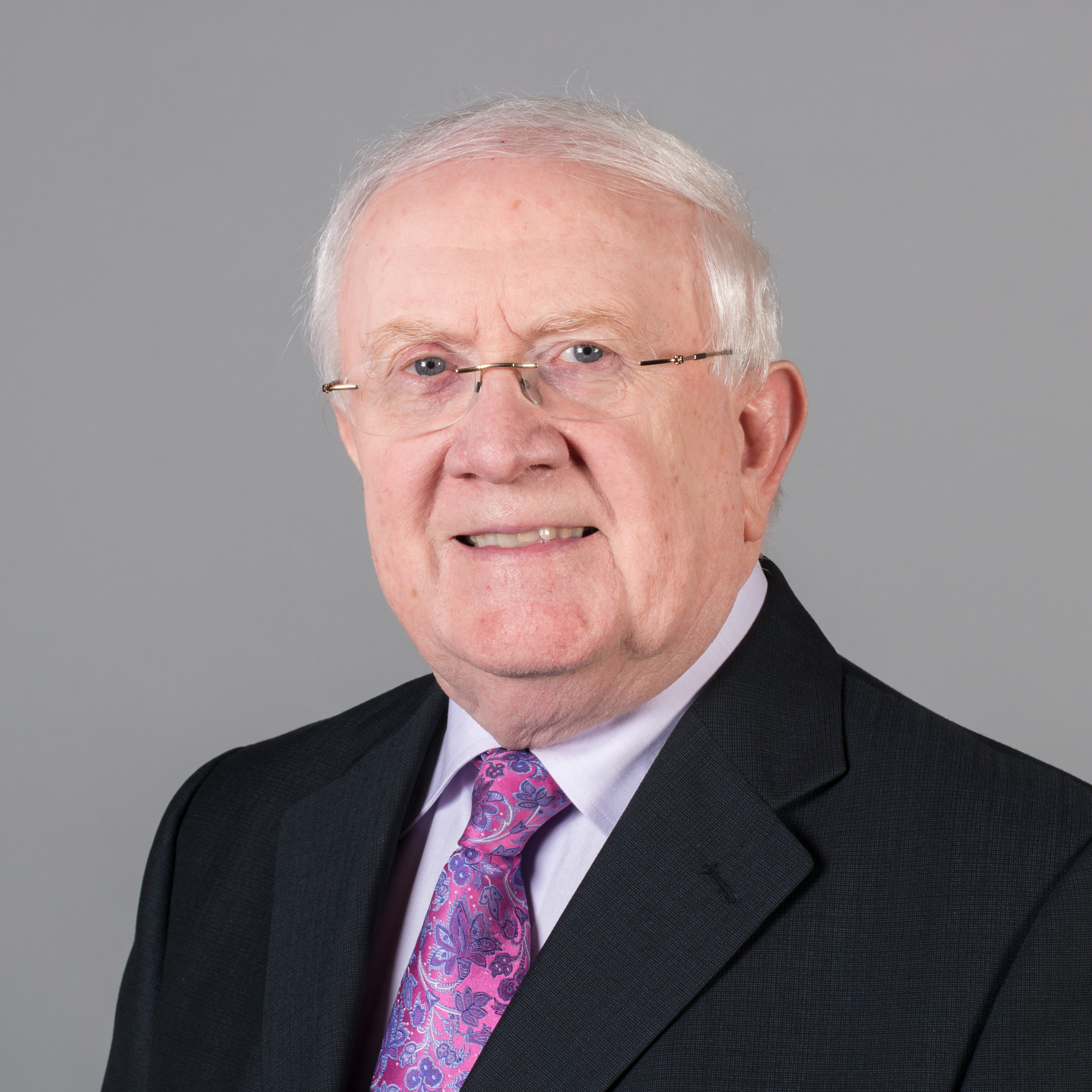
Pat the Cope Gallagher, 2014

Pat Gallagher este un om politic irlandez, membru al Parlamentului European în perioada 1999-2004 din partea Irlandei.
1. 1 2 3 4 5 6 7 8 9   https://www.oireachtas.ie/en/members/member/Pat-the-Cope-Gallagher.D.1981-06-30 Lipsește sau este vid: |title= (ajutor)